# Caryocolum provinciella
Caryocolum provinciella – gatunek motyla z rodziny skośnikowatych i podrodziny Gelechiinae. Zamieszkuje południową Europę i zachodnią Afrykę Północną. 

## Taksonomia
Gatunek ten opisany został po raz pierwszy w 1869 roku przez Henry’ego Tibbatsa Staintona w dziele The tineina of southern Europe. Jako lokalizację typową wskazano Francję. W 1901 roku Hans Rebel umieścił ten gatunek w rodzaju Lita, w 1926 roku Edward Meyrick w rodzaju Phthorimaea, a w 1954 roku Josef Wilhelm Klimesch w rodzaju Gnorimoschema. W 1958 roku w obrębie tegoż rodzaju wyróżniony został przez Františka Gregora Jr i Dalibora Povolnego podrodzaj Gnorimoschema (Caryocolum), do którego trafił omawiany takson. Do rangi rodzaju wyniósł ten podrodzaj w 1958 roku László Anthony Gozmány.
W 1988 roku Peter Huemer przy okazji rewizji rodzaju Caryocolum na podstawie morfologicznej analizy kladystycznej zaliczył C. provinciella do monotypowej grupy gatunków provinciella.

## Morfologia

### Owad dorosły
Obie płcie osiągają od 5 do 6 mm długości skrzydła przedniego.
Głowa jest wypukła, jasnobrązowa z ciemnoszarym czołem oraz ciemnobrązowymi krawędziami oczu. Głaszczki wargowe są odgięte, trójczłonowe, o członie drugim białym na powierzchni wewnętrznej i ciemnobrązowym na powierzchni zewnętrznej, a członie trzecim brązowo nakrapianym. Aparat gębowy ma ponadto dobrze wykształconą, prawie tak długą jak głaszczki wargowe ssawkę oraz czteroczłonowe głaszczki szczękowe.
Tułów wraz z tegulami ma barwę jasnobrązową z ciemnobrązowym nakrapianiem. Przednie skrzydła mają barwę brązową do ciemnobrązowej z jasnobrązowo rozjaśnioną i opatrzoną rozproszonymi łuskami białymi brzegami grzbietowymi. Ogólnie wzór skrzydła przypomina ten u C. marmoruem i C. sciurella. W 1/5 i połowie długości leżą niewyraźnie zaznaczone, białawe łaty, między nimi i odsiebnie do środkowej znajdują się czarne kropki, a plamki kostalna i tornalna są odseparowane i słabo odznaczające się.
Genitalia samca mają słabo zesklerotyzowaną i pozbawioną kolców zawieszkę, szeroką u podstawy i równomiernie ku smukłej części odsiebnej zwężoną walwę, półjajowaty z wypukłą krawędzią grzbietową i prostą krawędzią brzuszną sakulus, przysadzisty i stopniowo zwężony ku smukłej części odsiebnej sakus, parę długich, igłowatych sklerotyzacji na anellusie, krótki i przysadzisty edeagus o wierzchołku lekko zakrzywionym, zaopatrzonym w dużą odnogę wierzchołkową i liczne, drobne ciernie. Tylna krawędź winkulum ma głębokie, nieco asymetrycznie U-kształtne wcięcie środkowe i parę małych wyrostków bocznych.
Odwłok samicy ma ósmy segment pozbawiony wyrostków, zaopatrzony w dwie zaokrąglone z tyłu sklerotyzacje brzuszne z silnymi fałdami bocznymi oraz dwie dalsze fałdki odgałęziające się od pierścieniowatego z zafalonym brzegiem tylnym przedsionka genitaliów. Przewód torebki kopulacyjnej ma w tylnej części parę krótkich i szerokich, zrośniętych z przedsionkiem sklerytów brzuszno-bocznych. Znamię torebki ma dużą podstawę, silny hak z zębami nasadowymi i otoczone jest kolczastym obszarem ściany jej korpusu.

### Larwa
Gąsienica ma ciało zielonkawe ze słabo zaznaczonymi, rudozielonymi, podłużnymi liniami grzbietową i podgrzbietowymi, błyszcząco czarną głową oraz błyszcząco czarnymi plamami – dużą na przedtułowiu i małą na segmencie analnym.

## Ekologia i występowanie
Skośnikowaty ten zasiedla piaszczyste pobrzeża wód. Gąsienice są oligofagicznymi fitofagami, żerującymi na bieńcu z gatunku Silene nicaensis oraz na połonicznikach. Żyją zagrzebane u podstawy rośliny żywicielskiej, wewnątrz rurkowatych, oblepionych piaskiem oprzędów. Podobnie kokony poczwarek budowane są w podłożu z piasku i przędzy. Na świat przychodzą dwa pokolenia w ciągu roku. Pierwsze pokolenie owadów dorosłych lata od początku kwietnia do maja. Potomne mu gąsienice żerują w czerwcu, a powstające z nich motyle latają w sierpniu. Gąsienice następnego pokolenia pojawiają się we wrześniu, są stadium zimującym, a żer kończą w marcu.
Owad zachodniopalearktyczny, śródziemnomorski, znany z Maroka, Tunezji, Portugalii, Hiszpanii, południowej Francji i Grecji.